# Parantica adustata
Parantica adustata är en fjärilsart som beskrevs av Hans Fruhstorfer 1907. Parantica adustata ingår i släktet Parantica och familjen praktfjärilar. Inga underarter finns listade i Catalogue of Life.